# 粘板岩

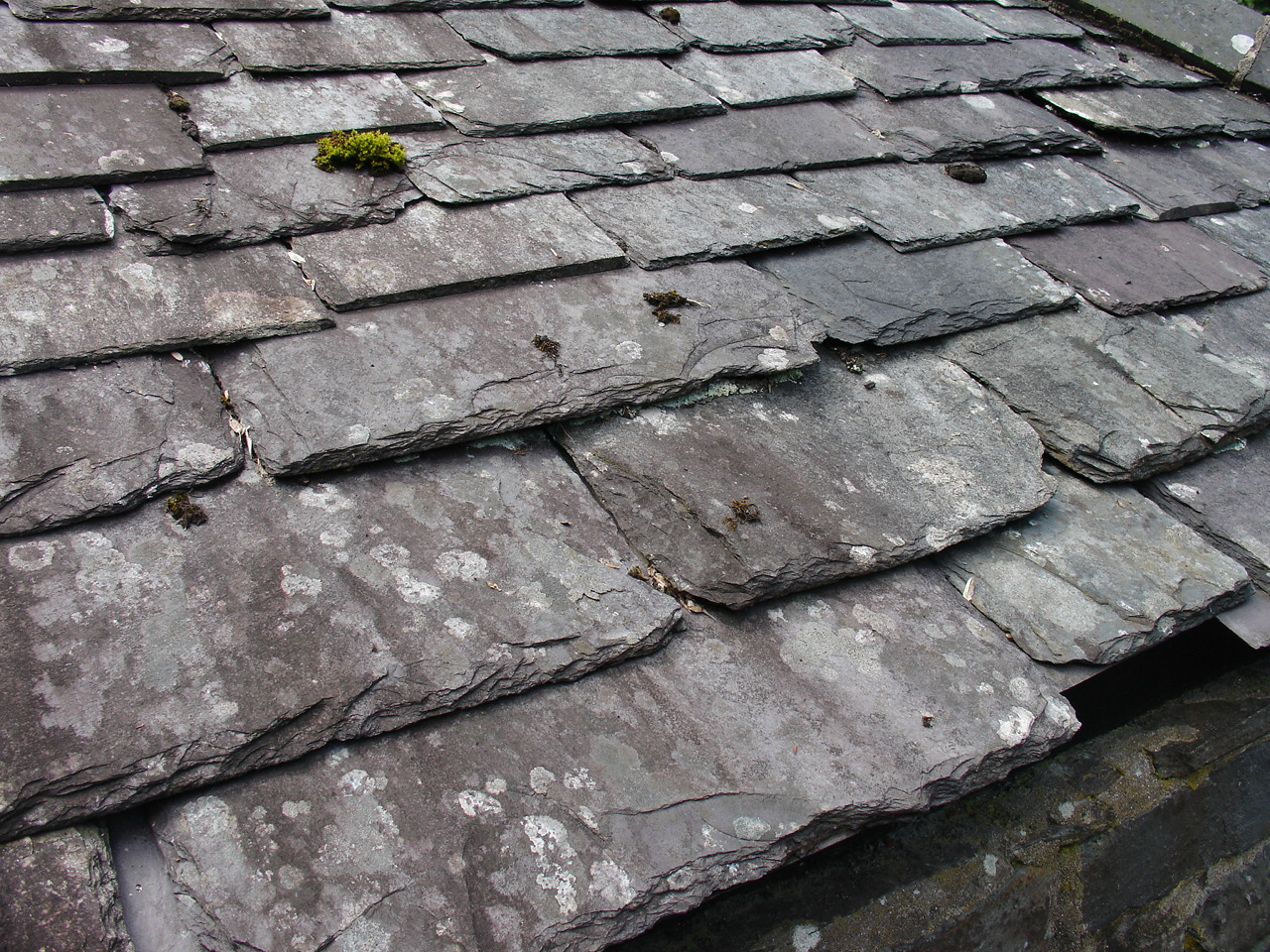
スレート屋根

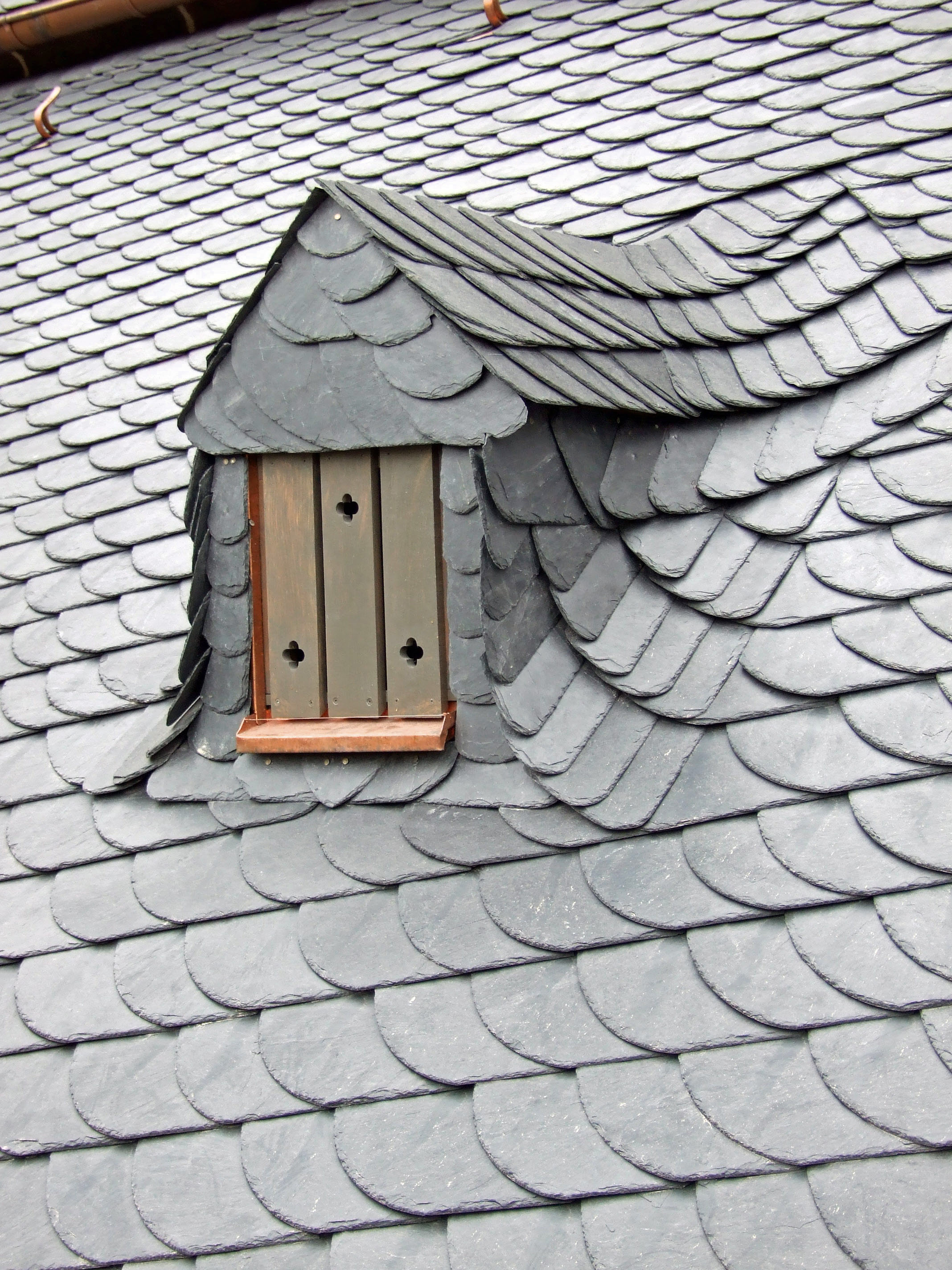
ドイツの教会の屋根に使われたスレート

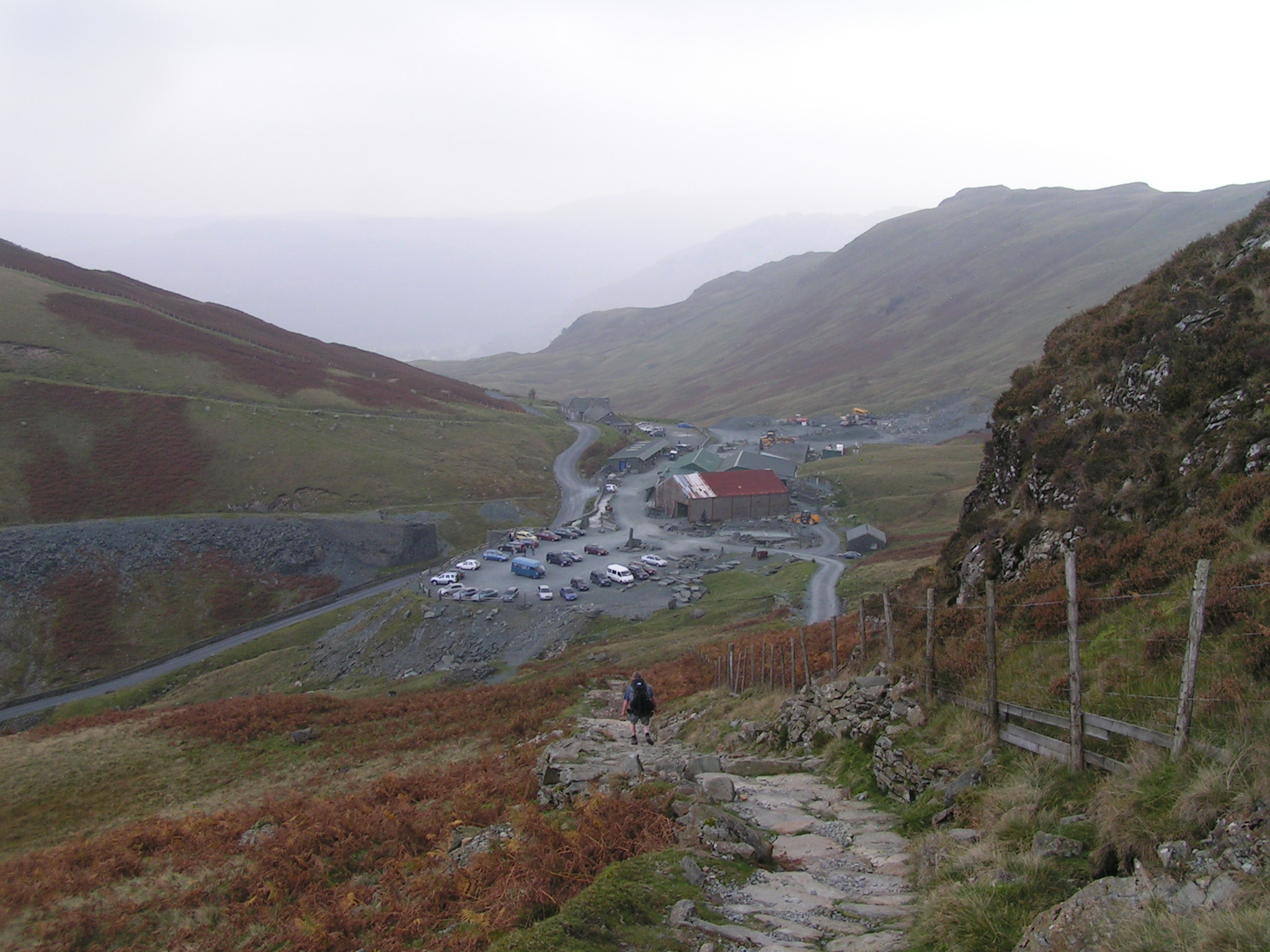
イギリスのスレート鉱山

粘板岩（ねんばんがん、英: slate、スレート）とは、泥岩や頁岩が圧密作用によりスレート劈開を持ったもの。堆積岩がやや変成作用を受けたもの。元々の堆積面ではなく圧密作用に垂直に薄くはがれる。石英・雲母・粘土鉱物・長石・赤鉄鉱・黄鉄鉱などが含まれる。

## 利用

### 石材として
日本では、古くから良質な粘板岩（または頁岩）を、スレート瓦や塀などの建築材料、硯や砥石などの材料として用いている。
- 雄勝石 - 宮城県石巻市雄勝町（雄勝硯）
- 那智黒石 - 三重県熊野市
- 高田硯 - 岡山県真庭市（旧勝山町）
- 雨畑硯 - 山梨県
- 赤間硯 - 山口県

国外でもその防水性・耐久性から屋根・床をふくことに今でも使われている。スペインは世界第一の産出国で、次いでブラジルである。中国の輸出も増えている。イギリス・ベルギー・ドイツ・フランス・イタリアで、他に米国で産出し使われてきた。欧州では19世紀後半から20世紀初頭にスレートブームと呼ばれる流行があった。また18世紀から19世紀には学校の黒板に利用された。絶縁性に優れるためスイッチやモーターなど電気関係に使われた。墓標にもよく使われジョン・F・ケネディの墓標は米国メイン州の石である。

### 色料として
スレート粉は、類例の乏しい灰色を呈色する顔料として認識されている。含有鉱物の違いにより緑色や紫色を呈するものがある。